# Eustigmatales
Ordre
Les Eustigmatales sont un ordre d’algues de l’embranchement des Ochrophyta et de la Classe des Eustigmatophyceae.

## Liste des familles
Selon AlgaeBase (19 février 2022) :
- Chlorobotrydaceae Pascher
- Eustigmataceae D.J.Hibberd
- Loboceae E.Hegewald
- Monodopsidaceae D.J.Hibberd
- Neomonodontaceae R.Amaral & al.
- Pseudocharaciopsidaceae K.W.Lee & Bold ex Hibberd